# Litevsko-běloruská sovětská socialistická republika
Litevsko-běloruská sovětská socialistická republika (litevsky Lietuvos-Baltarusijos Tarybinė Socialistinė Respublika, bělorusky Літоўска-Беларуская Савецкая Сацыялістычная Рэспубліка, LITBEL) byla sovětská republika a loutkový stát Sovětského Ruska, která existovala na území dnešního Běloruska a jižní oblasti Litvy po dobu přibližně sedmi měsíců roku 1919.
Po odchodu německých vojsk z území Běloruska v listopadu 1918 byla 2. ledna 1919 oficiálně vyhlášena Běloruská sovětská socialistická republika, která se 27. února 1919 spojila s Litevskou socialistickou republikou a vytvořila Litevsko-běloruskou sovětskou socialistickou republiku. V jejím čele stál Polák Kazimierz Herykowicz Cichowski (předseda parlamentu) a Litevec Vincas Mickevičius-Kapsukas (předseda vlády). Hlavní město republiky bylo ve Vilniusu, později (od dubna 1919) v Minsku a od září v Smolensku. Litevsko-běloruská sovětská socialistická republika se rozpadla po okupaci vojsky Polska, Trojdohody, Litvy a Německa 25. srpna 1919. Území, které vpád vojsk přežila, se v roce 1920 rozdělila mezi Polsko a Běloruskou sovětskou socialistickou republiku.